# Viraj
Viraj (Sanskriet voor koninklijkheid, voortreffelijkheid en pracht) is in het hindoeïsme een goddelijk wezen. Hij is het oerwezen van de schepping en vaak aangeduid als de tweede schepper na Brahmâ.
Viraj zou geboren zijn uit Purusha en Purusha uit Viraj. In de Atharvaveda is Viraj een koe of met Prana samen, de levensadem.
De Manu Smriti 1.32 stelt dat Brahma zijn lichaam in tweeën deelde, een mannelijk en een vrouwelijk deel. Van het mannelijk deel, Viraj, werd Svayambhuva Manu geboren, de vader van de tien Prajapati's. Volgens de Bhavishya Purana was S(h)atarupa (Sarasvati, de koegodin Vâch) de naam van het vrouwelijke deel en Manu het mannelijke. De schepping begon met de vereniging van Satarupa en Viraj. 
Viraj wordt in direct verband gebracht met Sutram (Sutratman, Suksmasariram), die uit drie delen bestaat: Vijnanamaya kosha (begrip), Manomaya kosha (Manas, 'denken') en Pranamaya kosha (levensadem).
In het scheppingsverhaal van een andere Indo-Europese cultuur, de Germaanse Noordse mythologie, wordt Búri door de oerkoe Audhumla uit het ijs gelikt. Zijn zoon is Borr, de vader van de drie broers Odin, Vili en Ve, die het eerste mensenpaar levensadem, bewustzijn en zintuigen geven.  